# Notamacropus eugenii
Macropus eugenii là một loài động vật có vú trong họ Macropodidae, nó có nguồn gốc tại Nam và Tây Úc. Phạm vi phân bố của nó đã bị thu hẹp kể từ khi người châu Âu đến, nhưng nó vẫn phổ biến tại nơi nó sống và được xem là một loài ít quan tâm bởi Liên minh Bảo tồn Thiên nhiên Quốc tế (IUCN). Nó đã được du nhập tới New Zealand và tái du nhập tại các khu vực ở Úc mà trước đó nó đã bị tuyệt diệt.

## Hình ảnh

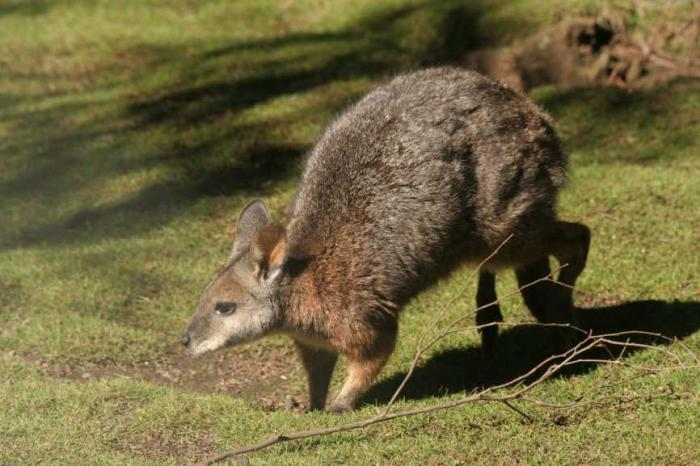
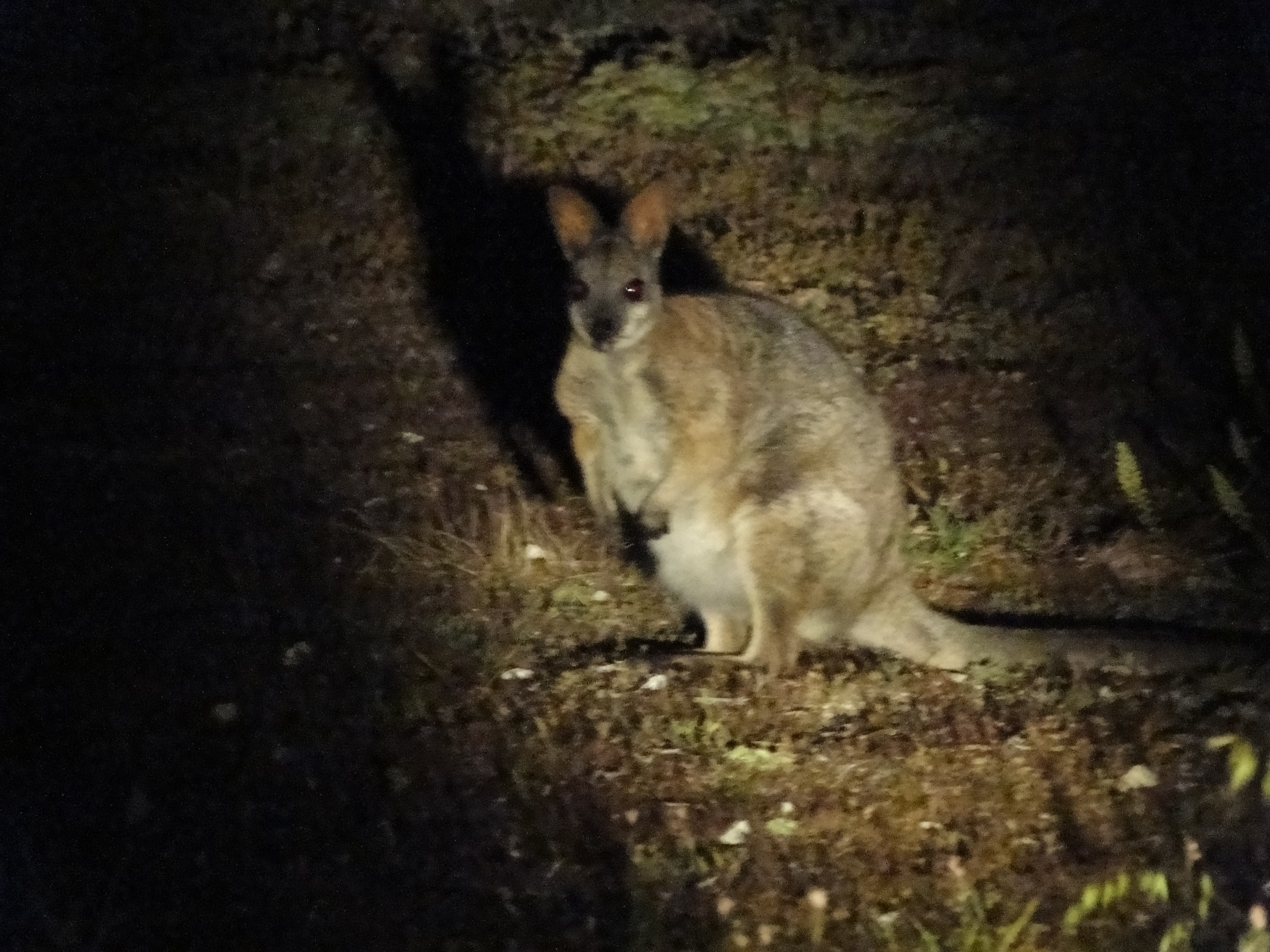
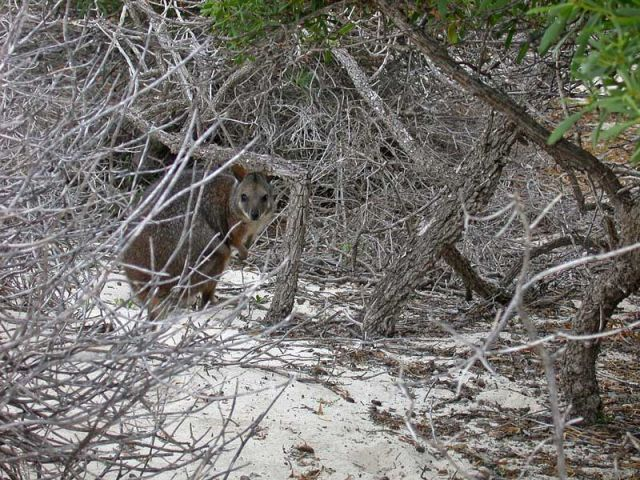
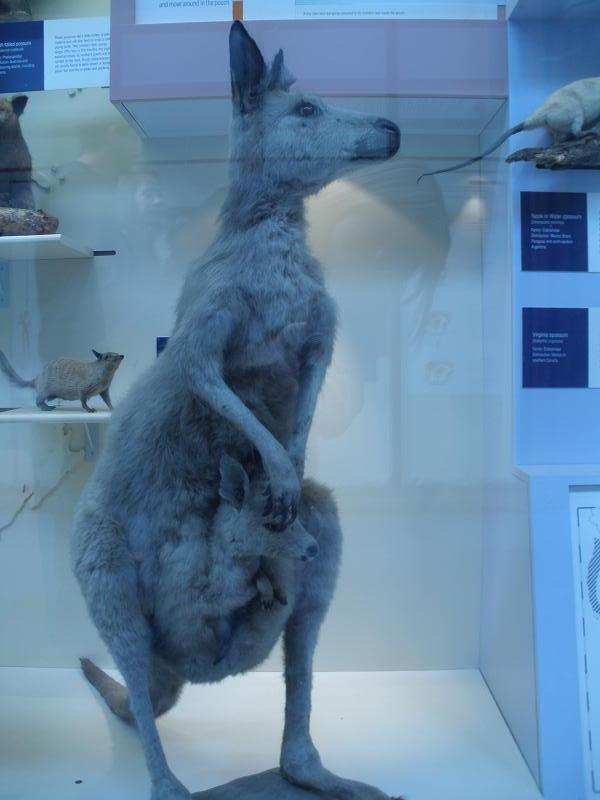